# The Invisible
The Invisible är en amerikansk dramafilm från 2007 i regi av David S. Goyer med Justin Chatwin, Margarita Levieva, Chris Marquette, Marcia Gay Harden, Callum Keith Rennie, Amber Borycki och Michelle Harrison i några av rollerna. Filmen hade amerikansk premiär den 27 april, 2007. The Invisible är en nyinspelning av den svenska filmen Den osynlige, som i sin tur är baserad på en ungdomsroman med samma namn skriven av Mats Wahl. The Invisible spelades huvudsakligen in i och omkring Vancouver.

## Handling
Nick Powel (spelad av Justin Chatwin) är en framgångsrik men inte speciellt populär tonåring på High school. Hans vän anger honom av misstag i samband med en tvist med en kriminellt belastad elev på samma skola. Nick blir brutalt misshandlad och blir slängd i en brunn för att dö. Emellertid så passerar han inte över till "andra sidan" och hamnar i världen mellan liv och död. Han blir bokstavligen osynlig och som sådan blir Nick olyckligt vittne till sin mammas och polisens sökande efter personerna som attackerat honom. Nick har bara några timmar kvar att hitta sin förövare innan hans kropp förgås. Förövaren är Annie (spelad av Margarita Levieva), en bekymmersam tonåring på flykt undan lagen och som blivit försummad (och är därför metaforiskt osynlig) efter att hennes mor dog. Till slut räddar Annie Nick, men genom att rädda honom dör hon själv av en skottskada som hon ådrog sig tidigare i filmen.